# Herbert Laumen
Herbert Laumen (ur. 11 sierpnia 1943 w Mönchengladbach) – niemiecki piłkarz, grający na pozycji napastnika.
Dwukrotny reprezentant kraju (jeden gol) jest współodpowiedzialny za to, że obecnie słupki bramki są wykonane z aluminium. W sezonie 1970/71 napastnik Borussia Mönchengladbach w spotkaniu z Werderem Brema wpadł do siatki, przewracając bramkę i łamiąc słupki! Mecz wygrali bremeńczycy, ale mistrzostwo zdobyła Borussia. Był to drugi tytuł Laumena w jej barwach-i ostatni. W 1971r. przeszedł do Werderu.